# تفخيم وترقيق

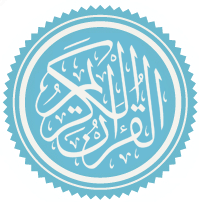

التفخيم والترقيق هما من أحكام علم التجويد في القرآن الكريم، وهي صفات صوتية مصدرها البلعوم.
- التفخيم: هو تسمين صوت الحرف عند النطق به فيمتلئ الفم بصدى الحرف.
- الترقيق: هو تنحيف صوت الحرف عند النطق به فلا يمتلئ الفم بصدى الحرف.

## حروف التفخيم
حروفه: «خُصّ ضَغْطٍ قِظْ» وتسمَّى أيضًا حروف الاستعلاء. وتفخَّم هذه الحروف في جميع الأحوال والمواضع.
أقوى حروف التفخيم أو الاستعلاء هي الطاء ثم الضاد ثم الصاد ثم الظاء ثم القاف ثم الغين ثم الخاء.
قسَّم علماء التجويد مراتب التفخيم إلى خمسة مراتب، وهي:
- أعلاها المفتوح وبعده ألف.
- المفتوح وليس بعده ألف.
- المضموم.
- الساكن.
- المكسور.

## حروف الترقيق
باقي أحرف اللغة العربية، وتسمَّى حروفه بحروف الاستفال. وترقَّق هذه الحروف في جميع الأحوال والمواضع باستثناء الراء والألف واللام فإنها تفخَّم في بعض الحالات.

## الحروف التي تقبل التفخيم والترقيق
هي الألف واللام والراء، الأصل فيها الترقيق إلا أنها تفخَّم في بعض الحالات.

### حالات الألف
الألف لا توصف بتفخيم ولا بترقيق، بل هي حرف تابع لما قبلها:
- فإن وقعت بعد حرف مفخم فخمت، مثل: (قال) و(طال).
- وإن وقعت بعد حرف مرقق رققت، مثل: (كان) و(جاء).

### حالات اللام
حالات تفخيم اللام، وتكون فقط في لفظ الجلالة.
- إذا وقعت اللام بعد فتح، مثل (تالله).
- إذا وقعت اللام بعد ضم، مثل (يعلمُ الله).
- في حال الابتداء بلفظ الجلالة فإن اللام تفخَّم مع مراعاة ترقيق الهمزة ابتداء.

حالات ترقيق اللام
- في لفظ الجلالة إذا وقعت بعد كسر، مثل (بسم الله).
- في سائر الكلمات، مثل (الليل)، (يلفظ)، (هل أتى).

### حالات الراء
حالات تفخيم الراء
- عندما تكون مفتوحة أو مضمومة.
- عندما تكون ساكنة وقبلها فتح أو ضم.
- أن تكون الراء ساكنة وما قبلها كسر أصلي، وبعدها حرف مفخم.
- عندما تقع بعد كسر عارض.

حالات ترقيق الراء
- عندما تكون مكسورة.
- أن تكون الراء ساكنة وما قبلها كسر أصلي، وبعدها حرف مرقق.
- أن تكون الراء ساكنة للوقف، وما قبلها ساكن، وما قبله مكسور.
- أن تكون الراء ساكنة للوقف، وما قبلها ياء ساكنة.

حالات يجوز فيها الترقيق والتفخيم
- (مصر) في سورة يوسف، والزخرف.
- (القطر) في سورة سبأ.
- (يسر) في سورة الفجر.
- (فأسر) في سورة الدخان، وهود، والحجر.
- (أن أسر) في سورة طه والشعراء.
- (ونذر) في سورة القمر.
- (فرق) في سورة الشعراء. (تقبل الترقيق والتفخيم في حالة الوصل فقط)